# سو كاربنتر
سو كاربنتر (بالإنجليزية: Sue Carpenter)‏ هي مقدمة تلفزيونية بريطانية، ولدت في 17 مايو 1956.